# Sphecodes pimpinellae
Sphecodes pimpinellae är en biart som beskrevs av Robertson 1900. Sphecodes pimpinellae ingår i släktet blodbin, och familjen vägbin. Inga underarter finns listade i Catalogue of Life.